# Annibale Caro
Annibale Caro, född 6 juni g.s. 1507 och död 17 november g.s. 1566, var en italiensk skriftställare.
Caro är framför allt känd genom sin översättning av Aeneiden till orimmad elvastavig vers (1581), och sina kvicka, men samtidigt gripande brev. Caro översatte även Dafnis och Chloe av Longos och skrev en komedi Gli straccioni. Känd är hans polemik mot Lodovico Castelvetro, efter att denne hade kritiserat en av hans sånger.
Från 1547 tjänade han som sekreterare åt de båda bröderna och kardinalerna Ranuccio och Alessandro Farnese.